# 仙石忠俊
仙石 忠俊（せんごく ただとし）は、江戸時代前期の信濃国上田藩の世嗣。官位は従五位下・兵部少輔。

## 略歴
寛永17年（1640年）、仙石政俊の長男として誕生した。母は側室の好陽院。幼名は主税助（ちからのすけ）。正室は浅野光晟の娘・亀（仙寿院）。子は仙石政明（長男）。
幼少期は上田にて成長したと思われる（当時の大名の子は多くが江戸藩邸で出生し成長する）。承応3年（1654年）12月28日、15歳で従五位下・兵部少輔に叙任された。『改選仙石家譜』によると、明暦3年（1657年）以降は忠俊も参勤交代をしており、父・政俊在府の年は子忠俊が上田在城、その翌年は政俊は上田で、忠俊は江戸というように、父子交代で参勤する態勢をとっていたようである。
しかし、家督を相続しないうちに、寛文7年（1667年）に江戸に於いて28歳で死去した。法名「春光院殿梅心日香大居士」。
遺骸は上田に送られたが、菩提寺ではなく太郎山麓の和合沢の入口の台地に葬られ、「山の御廟所」と呼ばれた。宝永3年（1706年）に仙石家が所替となるに及んで本場寺（上田市鍛冶町）の仙石家墓所へ改葬されている。相続できなかった、あるいは側室の子であることを慮ってのことであったのかもしれない。生母である好陽院もこの山の御廟所に葬られ、のち所替の際に本場寺の仙石家墓所へ改葬されている。